# Gottlieb von Jagow

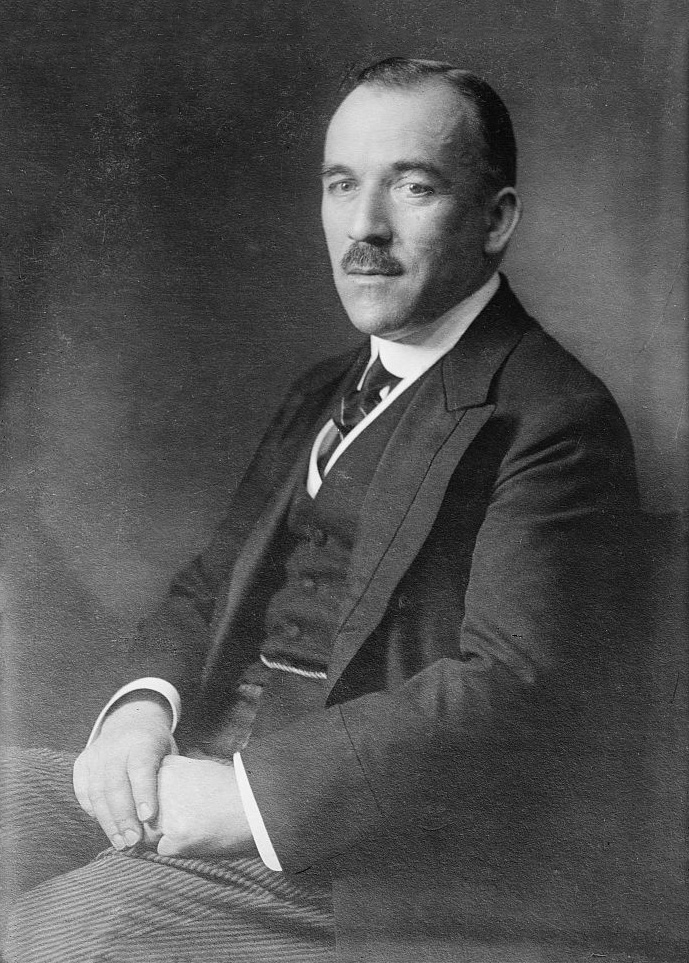
Gottlieb von Jagow, ca. 1915

Günther Gottlieb Karl Eugen von Jagow (* 22. Juni 1863 in Berlin; † 11. Januar 1935 in Potsdam) war ein deutscher Diplomat und Politiker.

## Leben
Gottlieb von Jagow entstammte dem alten märkischen Adelsgeschlecht von Jagow, das 1268 erstmals urkundlich erwähnt und seit dem 14. Jahrhundert in der Altmark schlossgesessen ist. Sowohl sein Vater Karl von Jagow wie sein älterer Bruder Günther waren Reichstagsabgeordnete der Deutschkonservativen Partei. Von 1878 bis 1883 besuchte Jagow die traditionsreiche Ritterakademie Brandenburg, die er mit dem Abitur abschloss. Zu seinen Mitschülern zählte der spätere Diplomat Hans von Flotow und u. a. der Forstfachmann Friedrich von Kalitsch. Während seines Studiums an der Universität Bonn war Jagow Mitglied der schlagenden Verbindung Corps Borussia Bonn, der auch Mitglieder des Kaiserhauses angehörten. 1914 heiratete er Luitgard zu Solms-Laubach (1873–1954), die Tochter des Grafen Friedrich zu Solms-Laubach (1833–1900) und Marianne zu Stolberg-Wernigerode (1836–1910). Die Ehe blieb kinderlos.
Jagow schlug eine diplomatische Laufbahn ein und wurde 1895 Mitarbeiter der deutschen Botschaft in Rom. Dort blieb er bis 1906, wobei er 1897 einige Monate als preußischer Legationsrat in Hamburg wirkte. 1906/07 war er Vortragender Rat im Auswärtigen Amt in Berlin und danach von 1907 bis 1909 Gesandter in Luxemburg sowie von 1909 bis 1913 Botschafter in Italien. Während des Italienisch-Türkischen Kriegs hielt Jagow am Dreibund zwischen dem Deutschen Kaiserreich, Österreich-Ungarn und dem Königreich Italien fest.
Er wurde am 11. Januar 1913 von Kaiser Wilhelm II. zum Nachfolger des kurz zuvor verstorbenen Alfred von Kiderlen-Waechter zum Staatssekretär im Auswärtigen Amt ernannt. Jagow war ein vorsichtiger Berater des Kaisers und ihm lag an guten deutsch-britischen Beziehungen. Er warnte vor dem Ersten Weltkrieg vor einem möglichen Kriegseintritt Großbritanniens auf Seiten Frankreichs. Er war kein Kriegstreiber, nahm in der Julikrise 1914 aber eine zwiespältige Rolle ein und unterstützte Reichskanzler Theobald von Bethmann Hollweg. Dieser befürwortete ein deutsches Eintreten in den Krieg auf Seiten Österreich-Ungarns gegen Serbien, obgleich dann das Russische Reich dem Deutschen Reich den Krieg erklären konnte.
Schon vor Kriegsausbruch stand Jagow dem Schlieffen-Plan skeptisch gegenüber und war gegen einen deutschen Einmarsch in das neutrale Belgien, da dies den britischen Kriegsbeitritt zur Folge haben musste. Doch Generalstabschef Helmuth von Moltke lehnte eine Revision des Planes ab. Als nach dem Rückzug während der Ersten Schlacht an der Marne Moltke als Generalstabschef entlassen wurde, schlug er den Ententemächten Frieden vor; diese lehnten jedoch ab. Jagow sprach sich gegen die Pläne von Tirpitz' aus, einen uneingeschränkten U-Boot-Krieg zu führen, da dies einen Eintritt der USA in den Krieg auf Seiten der Entente bedeuten würde. Daraufhin wurde er am 22. November 1916 aus seinem Amt entlassen und durch Arthur Zimmermann ersetzt.
Nach dem Krieg veröffentlichte Jagow 1919 eine Studie unter dem Titel Ursachen und Ausbruch des Weltkriegs mit einigen autobiographischen Passagen und zog sich aus der Politik zurück. Er wirkte, nicht mehr in den diplomatischen Dienst der Weimarer Republik übernommen, vor allem in enger Kooperation mit dem Kriegsschuldreferat des Auswärtigen Amts an der Revision der im Versailler Vertrag postulierten Kriegsschuld Deutschlands mit.

## Schriften
- Ursachen und Ausbruch des Weltkrieges (1919)
- Antwort auf The Guilt of Germany For the War of German Aggression (1918)